# Санта Кристина Валгардена
Санта Кристѝна Валгардѐна (на италиански: Santa Cristina; на ладински: Santa Cristina-Gherdëina или Santa Crestina-Gherdëina, Санта Кристина Гердейна, на немски: Sankt Christina in Gröden, Санкт Кристина ин Грьоден) е село и община в Северна Италия, автономна провинция Южен Тирол, автономен регион Трентино-Южен Тирол. Разположено е на 1428 m надморска височина. Населението на общината е 1900 души (към 2010 г.).

## Език
Официални общински езици са и италианският и немският. Най-голямата част от населението говори обаче на други романски език, ладинският.
| %     | Роден език      |
| 4,41  | Италиански език |
| 4,19  | Немски език     |
| 91,40 | Ладински език   |